# Zaposlovanje upokojencev
V Sloveniji Zakon o pokojninskem in invalidskem zavarovanju ne ureja obvezne upokojitve. Vendar pa omenjeni zakon omogoča ponovno  zaposlitev, v primeru če se je posameznika že upokojil. Prejemnik pokojnine ima s tem možnost, da se ponovno zaposli in pridobi status zavarovanca. V tem času mu pokojnina miruje, jo izgubi ali pa se mu izplača sorazmerni del pokojnine. Opravljati začne dejavnost, poslovodno funkcijo v družbi, v kateri je tudi delničar/družbenik ali začne opravljati kmetijsko dejavnost 
Po upokojitvi se pogosto veliko starejših začne ukvarjati z nekim delom ali aktivnostjo. Najpogosteje iščejo delo upokojenci, ki imajo nizko pokojnino   in/ali pa tisti z visoko izobrazbo in visoko plačo. V Evropi predvidevajo, da se bo število upokojencev glede na število zaposlenih, v naslednjih letih podvojilo. Naš življenjski standard bo tako odvisen od tega, kdaj se bodo ljudje upokojili oz. kako dolgo bodo ostali na delovnem mestu, saj bodo s tem vlagali v pokojninsko blagajno obenem pa bodo dobivali redni prihodek (ki je višji od pokojnine).

## Vzroki
Populacija starejših na svetu narašča vedno hitreje, obenem pa stopnja rodnosti ne narašča tako hitro, trenutno to pomeni, da imajo nekateri upokojenci majhne pokojnine.. Zaradi podaljševanja življenjske dobe, si nekateri upokojenci najdejo novo zaposlitev, saj prihaja namreč do tega, da poraba družbe presega kapaciteto lastne produktivnosti in zmožnosti, da le-te zadovolji.
Nekoliko pogostejše so delne upokojitve, ko zaposleni ostajajo npr. znotraj neke organizacije, tudi ko izpolnjujejo pogoje, da se upokojijo in imajo zmanjšani delovni čas. Torej se upokojijo postopoma. 
Nekateri avtorji navajajo, je delna upokojitev in ponovno zaposlovanje nujno potrebno, saj prihaja do zmanjšanja delovne sile. Hkrati pa tudi pripomore k boljšemu delovanje organizacije, saj imajo starejši razmeroma manj družinskih obveznosti in več izkušenj z opravljanjem obveznosti na delovnem mestu.
Posledično želijo, da bi starejše spodbujali k delni upokojitvi in ponovni zaposlitvi. Slednje lahko storijo državne agencije, organizacije ipd. družbe, in sicer tako da ustvarijo podporne storitve za starejše, možnost prepoznavanja lastnih sposobnosti, kompetenc. Obenem pa jim tudi ponudili možnost treninga in razvoja strategij ter kako naj najdejo primerno delovno okolje. Zlasti tako, da bo ustrezalo njihovim trenutnim potrebam in zmožnostim.
Nekateri trdijo, da naj bi ponovno zaposlovanje pomenilo, da se prilagajamo spreminjajoči se kulturi. Če živimo dlje, to pomeni, da bodo posamezniki iskali zadovoljstvo pri delu tudi ko se uradno upokojijo. Za nekatere je delo izpolnjujoča izkušnja, ki jim osmišljuje delovanje in vsakdan. Tako si ne predstavljajo, da bi se to končalo s 65. ali 70. letom. Zato se nekateri v času upokojitve odločijo za področja, ki jih zanimajo morda že dolgo časa (in jih zaradi različnih okoliščin niso mogli opraviti) ali pa preprosto tako poiščejo način, kako bi ostali vključeni v družbo.

## Dejavniki
Psihološki dejavniki, ki vplivajo na odločitev ponovne zaposlitve so zadovoljstvo z delom, predanost organizaciji, strast do dela in odnos s sodelavci pomembno vplivajo na odločitev upokojencev, ko premišljujejo o delu po upokojitvi. 
Med najpomembnejše faktorji, ki vzbudijo zanimanje za ponovno zaposlitev so individualne okoliščine (premoženje, družina in osebne prioritete), organizacijska kultura (odnos organizacije do starejših zaposlenih) in socioekonomski dejavniki (situacija na trgu dela in ekonomije).

## Faze
Z oblikovanjem novega vala upokojencev, kako razumejo upokojitev (skoraj) upokojeni zaposleni, so v raziskavi videli, da so se v sodobnem svetu oblikovale štiri različne faze, glede na podatke udeležencev v ameriški raziskavi:
-PRED UPOKOJITEV: Pet let pred upokojitvijo, okoli 37 % zaposlenih (ki so pred upokojitvijo in že vedo, da bodo delali tudi v času upokojitve) opravijo potrebne korake proti oblikovanju, iskanju »kariere«  v času upokojitve. Delež naraste na 54 %, ko so zaposleni dve leti pred upokojitvijo.
-PREMOR Z DELOM: Večina novih upokojencev ne išče takoj delo, ko končajo s svojim delom. Želijo odmor in odah, da se spočijejo. V ZDA je 52 % zaposlenih upokojencev navedlo, da niso takoj našli novega dela, temveč so si vzeli »odmor«. Slednji trajajo v povprečju 2,5 leti.
-PONOVNA VKLJUČITEV:  Zaposleni upokojenci v povprečju ostanejo v nekakšni obliki dela okoli devet let. Od njih zahteva, da najdejo novo ravnotežje dela in zasebnega življenja.
-DOKONČNA UPOKOJITEV: Glavni navedeni vzroki, da se dokončno upokojijo, so (pričakovani) zdravstveni problemi  ( pri 77% udeležencev) in zmanjšanje uživanje in zadovoljstva pri delu (pri 61 % udeležencev). V tem času naj bi imeli priložnost, da se spočijejo, osredotočijo na druge prioritete, morda potujejo, družijo ipd.

## Način uveljavljanja pravice
Prihaja do dveh različnih primerov v Sloveniji. Pri prvem se v primeru zaposlitve, delodajalec angažira in v imenu upokojenca vloži prijavo v obvezno pokojninsko in invalidsko zavarovanje. Z dnevom ponovne vključitve v zavarovanje, prične pokojnina ali mirovati ali pa prične sedaj zaposleni upokojenec prijemati le del pokojnine. Zadnje se zgodi v primeru, da se zaposli le za krajši delovni čas, torej za najmanj 4ure na dan oziroma 20 ur tedensko. 
V drugem primeru pa je upokojena oseba sama dolžna urejati prijavo v zavarovanje, in sicer v kolikor začne upokojenec ponovno opravljati dejavnost, na podlagi katere se je dolžan vključiti v zavarovanje. To uredi pri Zavodu za zdravstveno zavarovanje Slovenije. Tudi v tem primeru so posledice ponovne vključitve izguba, mirovanje oziroma izplačevanje sorazmernega dela pokojnine.

## Prednosti in slabosti
- zagotavlja dodatni prihodek[2]
- delajo lahko polovični delovni čas ali začasno polni delovni čas ali so samozaposleni[2]
- razširi lahko posameznikovo perspektivno na socialno in ekonomsko inkluzijo[2]
- omogoča boljše ohranjanje ravnotežja med delom in zasebnim življenjem[2]
- prispeva k vsesplošnem blagostanju posameznikov in njihovih družin.[6]

Slabosti niso raziskane ali omenjene. V raziskavah so namreč sodelovali v večini tisti, ki so se za ponovno zaposlitev odločili sami, imajo visoko izobrazbo, so imeli dobro plačo v času svoje zaposlitve ipd. Medtem ko niso zajeli udeležencev, ki so imeli majhno plačo pred upokojitvijo in posledično majhno pokojnino, ter so bili s tem primorani poiskati zaposlitev v času upokojitve. Tako da trenutne raziskave bolj enostransko prikazujejo situacijo ponovnega zaposlovanja.

## Primerjava držav

### Slovenija
Dvojni status
Zakon o pokojninskem in invalidskem zavarovanju ne omogoča hkratnega statusa zavarovanca in upokojenca. Zato se morajo uživalci starostne, predčasne, vdovske in družinske pokojnine, ki se ponovno zaposlijo, ponovno vključiti v obvezno pokojninsko in invalidsko zavarovanje. Pravica do pokojnine pa jim v času ponovne vključitve v zavarovanje miruje. Vendar pa Zakon določa tudi izjemo, in sicer se je dolžan upokojenec ponovno vključiti v obvezno pokojninsko in invalidsko zavarovanje prejemnik pokojnine, ki ponovno začne opravljati kmetijsko dejavnost in njegov dohodek presega dohodkovni pogoj za vključitev, a le če ni starejši od 63 let.
V zavarovanje se vključijo tudi v primeru, da pričnejo delati v obsegu polnega delovnega časa, vendar najmanj s polovico polnega zavarovalnega časa oziroma najmanj 2 uri dnevno ali 10 ur tedensko. V tem primeru je obvezna vključitev za sorazmerni del, za preostanek pa uživalec pokojnine še vedno prejema sorazmerni del pokojnine.
Predpisana je izguba pravice do pokojnine z dnem vzpostavitve statusa zavarovanca, v primerih ko začne ponovno delati ali opravljati dejavnost, na podlagi katere se mora vključiti v zavarovanje, prejemnik invalidske pokojnine.
V Sloveniji se le redki upokojenci odločijo za ponovno zaposlitev. Vendar pa naj bi ta številka počasi naraščala. Podatki finančne uprave (FURS)  kažejo, da je 2013 vsak šesti ob pokojnini prejemal še druge dohodke.

### Indija
Po največjem številu starejših ljudi je Indija takoj za Kitajsko. Trenutne raziskave (2017) kažejo, da je letna rast starejših za 3% višja od rasti celote populacije, ki je 1,9%.
Med indijskimi akademiki (s severnega predela Indije) so izvedli raziskavo, v kateri je večina upokojenih akademikov odgovorila, da bi se ponovno zaposlili za polovični ali polni delovni čas. Pri vseh se je pokazalo, da so svoje delo opravljali z veseljem, kar je vplivalo na zadovoljstvo na delovnem mestu in na splošno v življenju.

### Kanada
Največ ljudi se odloči za ponovno zaposlitev v prvem letu upokojitve. Opazili so tudi porast zaposlenih upokojencev, saj jih je bilo leta 1999 7,9 %. Delež le teh je do leta 2004 narastel že do 9,7 %. Raziskovalci navajajo, da so v svoji raziskavi opazili, da so na odločitev o ponovni zaposlitvi vplivali predvsem dejavniki, kot sta univerzitetna izobrazba in plača . Pri teh udeleženci je bila ponovna zaposlitev njihova želja in ne potreba, nuja, zaradi majhne pokojnine ali drugih razlogov. V raziskavi navajajo, da upokojenci v povprečju ostajajo v delovnem razmerju še okoli 2-3 leta.

### ZDA
V ZDA je72 % zaposlenih, ki so pred upokojitvijo (stari nad 50 let)  trdili, da nameravajo delati tudi po upokojitvi, vendar delo, ki je bolj izpolnjujoče in fleksibilno. Medtem ko je 47 % trenutnih upokojencev, že delalo ali pa nameravajo najti neko zaposlitev, čeprav so se že upokojili. 